# Гуштынский сельский совет
Гуштынский сельский совет (укр. Гуштинська сільська рада) — входит в состав
Борщёвского района
Тернопольской области
Украины.
Административный центр сельского совета находится в 
с. Гуштын.

## Населённые пункты совета
- с. Гуштын